# Roderick Miller
Roderick Alonso Miller Molina (Panama, 3 aprile 1992) è un calciatore panamense, difensore del Turan Tovuz e della nazionale panamense.

## Carriera

### Nazionale
Viene convocato per la Copa América Centenario del 2016.

## Palmarès

### Club

#### Competizioni nazionali
- Campionato colombiano: 1

Atlético Nacional: 2017-I
- Copa Colombia: 1

Atlético Nacional: 2018

#### Competizioni internazionali
- Recopa Sudamericana: 1

Atlético Nacional: 2017